# Египетский конституционный референдум (2005)
Конституционный референдум 2005 года состоялся 25 мая 2005 года в Египте. Референдум был посвящен предлагаемому изменению конституции Египта, которое установит прямые выборы президента страны . Оппозиционные партии призвали бойкотировать голосование, которое было принято подавляющим большинством голосов.

## Предыстория
В соответствии с действующей Конституцией народное собрание, нижняя палата тогдашнего двухпалатного парламента Египта, определило кандидата в президенты. Затем этот кандидат был утвержден народом на выборах. Действующий президент Хосни Мубарак победил на четырех выборах в 1981, 1987, 1993 и 1999 годах, получив не менее 95% голосов поддержки на каждом референдуме. к 2005 году усилилось международное и внутреннее давление, требующее реформ этого процесса, чтобы разрешить прямые выборы президента.
26 февраля 2005 года президент Мубарак призвал парламент внести поправки в статью 76 Конституции, с тем чтобы обеспечить возможность проведения выборов президента с участием нескольких кандидатов к президентским выборам, которые должны состояться позднее в этом году. Затем это изменение будет вынесено на референдум в мае. 10 мая парламент Египта подавляющим большинством голосов одобрил изменение Конституции 405 голосами против 34, и референдум был назначен на 25 мая.

## Бланк
На бланке было написано
Согласны ли вы внести поправки в статью 76 Конституции Арабской Республики Египет?

## Компания
Оппозиционные партии призвали избирателей бойкотировать референдум. Они выступали против жестких требований, которым должна была соответствовать измененная Конституция, чтобы кандидаты могли выставить свою кандидатуру на президентских выборах. в соответствии с предложенной поправкой независимые кандидаты должны будут получить поддержку 250 избранных членов советов и парламента, включая 65 из 444 членов Народного собрания Египта для того, чтобы стоять. Кандидаты от политических партий могут баллотироваться на предстоящих выборах в сентябре, но для будущих президентских выборов им придется завоевать 5% мест в Народном собрании, прежде чем они смогут выдвинуть своего кандидата. Политические партии также должны были бы существовать в течение пяти лет, прежде чем они могли бы выдвинуть своего кандидата на выборах. В советах и парламенте доминировали члены правящей Национально-демократической партии, и ни одна другая политическая партия тогда не соответствовала уровню 5%. В результате оппозиция заявила, что изменения не позволят кандидатам баллотироваться без разрешения правящей партии. наряду с легальными оппозиционными партиями запрещенная группа "Братья-мусульмане" также призвала избирателей бойкотировать голосование, назвав его бессмысленным.
Правительство назвало эту поправку историческим началом новой демократической эры. они заявили, что ограничения на то, кто может баллотироваться в качестве кандидата, необходимы для того, чтобы помешать кандидатам, которые будут использовать свое богатство для покупки голосов, и обеспечить, чтобы только кандидаты, имеющие серьезные шансы, могли баллотироваться.
24 мая пять ходатайств оппозиции о прекращении голосования были отклонены египетскими судебными

## Голосование
В день самого референдума были проведены демонстрации против жестких правил о том, кто сможет баллотироваться на будущих президентских выборах. Во время протестов в Каире демонстранты были избиты правительственными агентами и сторонниками. Наблюдатели сообщали о низкой явке на избирательные участки в столице Каире, но в сообщениях говорилось, что в других местах явка была больше.
Многие египтяне получили свободное от работы время, чтобы проголосовать, и губернатор Каира дал бесплатный общественный транспорт тем, кто показал свою регистрационную карточку избирателя. В ряде районов правительственные служащие были доставлены на автобусах на избирательные участки, чтобы проголосовать в поддержку президента Мубарака, который считается одной из главных причин, по которой люди голосуют " за " на референдуме. Официальные показатели явки-около 54% - оказались выше, чем на любых предыдущих президентских выборах.

## Результаты
| Выбор                                          | Голосов    | %     |
| ---------------------------------------------- | ---------- | ----- |
| За                                             | 13,593,552 | 82.85 |
| Против                                         | 2,811,894  | 17,15 |
| Недействительные                               | 778,856    | –     |
| Всего                                          | 17,184,302 | 100   |
| Зарегистрированные избиратели/явка избирателей | 32,036,353 | 53.64 |
| Источник: IFES                                 |            |       |

## Последствия
После референдума в докладе, подготовленном египетскими судьями для Каирского судейского синдиката, говорилось, что референдум был отмечен крупномасштабным мошенничеством и что его результаты были сфальсифицированы. Они сказали, что на избирательных участках, где они наблюдали за голосованием, наблюдалась лишь очень низкая явка, в то время как в районах, контролируемых государственными служащими, явка часто превышала 90%. Министерство внутренних дел , однако, отвергло эти утверждения, заявив, что люди на юге Египта оказались на высоком уровне из-за их интереса к голосованию.
Президентские выборы были проведены в соответствии с измененной Конституцией в сентябре 2005 года, и президент Мубарак был переизбран с более чем 88% голосов при низкой явке.